# Une vie de garçon
Pour plus de détails, voir Fiche technique et Distribution.
Une vie de garçon est un film français réalisé par Jean Boyer et sorti en 1954.

## Synopsis
Bernard, un jeune homme noceur, doit se marier avec Lysiane. Elle se rend compte qu'il ne l'aime pas, et décide de lui donner une leçon.

## Fiche technique
- Réalisation : Jean Boyer
- Scénario : Jean Boyer
- Dialogues : Serge Véber
- Décors : Raymond Nègre
- Photographie : Charles Suin
- Musique : Paul Misraki
- Montage : Fanchette Mazin
- Production :  Les Productions Cinématographiques Européennes
- Format : Noir et blanc - 1,37:1 - 35 mm - Son mono
- Genre : Comédie
- Durée : 90 minutes
- Date de sortie :
  - France - 3 février 1954

## Distribution
- Roger Pierre : Bernard Chapuis
- Geneviève Kervine : Lysiane Laborie
- Jean-Marc Thibault : Bobby
- Georges Lannes : M. Chapuis
- Liliane Bert : Claudie
- Suzanne Dantès : Mme. Laborie
- Gaston Orbal : M. Laborie
- Nadine Tallier (Nadine de Rothschild)
- Jacques Fabbri : Octave
- Robert Rollis : Marcel, le coiffeur
- Robert Lombard : Charles
- Pascale Roberts
- Jack Ary : Le garçon de café
- Louis Velle
- Jean Sylvère